# Balitora elongata
 Balitora elongata és una espècie de peix de la família dels balitòrids i de l'ordre dels cipriniformes que es troba a la conca del Mekong a Yunnan (Xina).